# Častitljivi Božji služabnik
Častitljivi Božji služabnik  je v katoliški cerkvi naziv za pokojnika, ki so se mu v cerkvenem procesu priznanja možne beatifikacije in kanonizacije priznale vrline zglednega življenja v veri, ter mu je bil že izdan bodisi razglas o herojskih krepostih (pri spoznavalcih) bodisi o mučeništvu (pri mučencih).
- p. Vendelin Vošnjak
- Janez Frančišek Gnidovec
- Friderik Baraga

Preden se Božjega služabnika lahko časti kot častitljivega, mora biti ta oseba razglašena kot taka z razglasom, ki ga je odobril papež, da je živel življenje, ki je bilo »herojsko v vrlinah«, vrline pa so teološke kreposti vere, upanja in ljubezni pa tudi dobrodelnosti, preudarnosti, pravičnosti, trdnosti in zmernosti.
Prejetje naziva »Častitljivi Božji služabnik« je drugi od štirih korakov v procesu kanonizacije. 
Poleg dokazovanja zglednega in svetega življenja, da bi nekoga oznanjali za »blaženega«, je treba v nadaljevanju postopka razglasitve svetosti neizpodbitno dokazati čudež, ki se je zgodil nekomu, ki se je (ali so ga) v molitvi priporočali kandidatu za svetnika. Običajno je to čudežno ozdravljenje ali čudežna rešitev iz smrtne nevarnosti, ki je ni mogoče razložiti kot posledico medicinskega zdravljenja ali običajnega zaporedja dogodkov.